# 巴伐利亚苏维埃共和国
巴伐利亚苏维埃共和国（德語：Bayerische Räterepublik），也译作巴伐利亚委员会共和国，是德国十一月革命期间在巴伐利亚短暫出現的一个国家。1919年4月7日由德国独立社会民主党、共产主义者、无政府主义者和巴伐利亚农民联盟建立。同为左翼政治团体的德国社会民主党和德国共产党缺席议会，因此德国共产党拒绝承认并发动政变。在4月13日，共产党在武装冲突中获胜。13日选出15人行动委员会和以欧根·勒菲内为首的四人执行委员会。首都慕尼黑。政府成立后受到巴伐利亚人民邦霍夫曼政府围剿，同年5月3日被国防军和自由军团攻克，6月5日勒菲内被杀。
巴伐利亚自由邦（Freistaat Bayern）是在十一月革命期间宣布成立的。十一月革命伴随着1918年11月初第一次世界大战的结束而爆发，影响了整个德意志帝国。继巴伐利亚国王路德维希三世之后，包括德意志皇帝威廉二世在内的所有其他德意志邦国的君主和王公都在1918年底之前逃亡或被推翻。德国几乎所有地方都成立了工人和士兵革命委员会（苏维埃），巴伐利亚也不例外。这场革命导致了暴力冲突，在冲突中，议会政治体制的代表、反民主的自由军团与民族保守主义的国防军组成的联合部队血腥镇压了以社会主义为导向的苏维埃共和国（即所谓的“红军”）的抵抗，十一月革命中产生的委员会体制被粉碎。自由军团在北莱茵-威斯特法伦、不来梅、德国中部和柏林以及在巴伐利亚对所有的苏维埃运动进行军事镇压后，最终1919年7月底，整个德国建立了议会制国家制度，并通过了魏玛宪法作为持续了约13年的魏玛共和国的基础。
1918年11月8日在前巴伐利亚王国革命后宣布成立巴伐利亚人民邦的首任内阁总理库尔特·艾斯纳（独立社会民主党，USPD）于1919年2月21日遇刺身亡，导致巴伐利亚本来就相对异质和不稳定的革命运动发生分裂，人民邦陷入危机。在这场以政治权力处于真空状态为特征的危机中，对立的利益集团相互否认对方组建新政府的合法性。尽管如此，州议会还是选出了一个由SPD领导的少数派政府，由约翰内斯·霍夫曼（多数派社会民主党，MSPD）担任总理；霍夫曼政府于 1919年3月17日就职。
1919年4月7日，恩斯特·尼基施领导的巴伐利亚共和国中央苏维埃和慕尼黑工人革命委员会宣布成立巴伐利亚苏维埃共和国。霍夫曼政府在慕尼黑处于守势，并被宣布废黜，与其内阁一起撤往班贝格。苏维埃共和国的领导层最初由恩斯特·托勒、埃里希·米萨姆和古斯塔夫·兰道尔等和平主义者和无治主义知识分子组成。在鲁道夫·埃格霍夫指挥的红军挫败了针对苏维埃共和国的所谓“棕枝主日政变”后，欧根·勒菲内、马克斯·列文和埃格霍夫本人（担任慕尼黑指挥官）等KPD领导成员从4月13日-14日起主导了苏维埃政府。从一开始，巴伐利亚苏维埃共和国就不得不抵御自班贝格调来的自由军团部队发动的准军事进攻，这些部队不久后又得到了魏玛政府部署的正规军的增援。到1919年5月2日，苏维埃共和国终于屈服于敌人的军事优势。随后几周内，约有2,000名苏维埃共和国所谓的或实际的支持者被判处监禁、被即决法庭判处死刑或直接被谋杀。
苏维埃共和国遭到血腥镇压后，巴伐利亚发展成为魏玛共和国时期德国民族主义、保守主义的“秩序细胞”，成为了民族社会主义的“温床”。